# Валь, Матс
Матс Валь (швед. Mats Wahl, при рождении Матс Карл Валь, швед. Mats Carl Val; 10 мая 1945, Мальмё — 14 августа 2025) — шведский писатель.

## Биография
Отец бросил их семью, когда Матс был ещё маленьким, мать его была молода, и его воспитанием занимались бабушка и дедушка, которые жили в Слите на острове Готланд, где и прошло детство будущего писателя.
В 1957 году переехал в Стокгольм. Изучал литературу и антропологию в университете, но не закончил его.
Затем работал учителем и в специальных учреждениях для «трудных» детей. Написал два пособия по воспитанию.
В 1978 году вышла его первая книга.

## Творчество
Литературную карьеру начал в конце 70-х годов, но признание пришло к нему уже в 80-е годы.
В 1980 году появилась его первая книга из серии романов об Эрике — «Малиновый орёл».
В конце 80-х большой успех имел исторический роман писателя «Хозяин», который был экранизирован.
В 1998 году совместно с Свеном Нурдквистом, выступившим иллюстратором книги, написал детскую повесть «Дальний путь. История Ост-Индской компании» (Den långa resan). Книга представляет собой дневник корабельного юнги XVIII века и повествует о двух мальчишках, которые в 1743 году незаметно пробираются на борт корабля «Гётеборг», который должен отплыть в Китай.
«Зимний залив» (1998) — роман о любви бедного мальчика-негра к красивой девочке из богатой семьи, — одна из наиболее успешных книг Валя, была экранизирована в 1996 году и в 2021.
Опубликовал в общей сложности 43 книги, также написал пьесы, сценарии телевизионных шоу, фильмов.
Его роман «Невидимый» был экранизирован дважды: в Швеции в 2002 году (en:Den osynlige) и в 2007 году в Голливуде — «Невидимый».
Скончался 14 августа 2025 года.

## Награды и признание
Удостоен нескольких премий и наград.
- Награда Королевского драматического театра за лучший спектакль для детей и молодёжи (1990)
- Лауреат Международной литературной премии имени Януша Корчака (1994) — за «de:Winterbucht»